# Переменные типа DY Персея
Переменные типа DY Персея является подклассом переменных типа R Северной короны. Это богатые углеродом звёзды, лежащие на асимптотической ветви гигантов, которые демонстрируют пульсационную переменность, характерную для АВГ-звёзд и нерегулярную переменность RCB-звёзд. RCB-звёзды обычно жёлтые сверхгиганты, в то время как переменные типа DY Персея — гораздо более холодные красные гиганты. Сами переменные типа DY Персея очень редки: на 2012 год открыто только шесть звёзд этого типа в Галактике.
Прототипом этого крошечного класса переменных звезд является звезда DY Персея.